# Schwetzinger Hardt

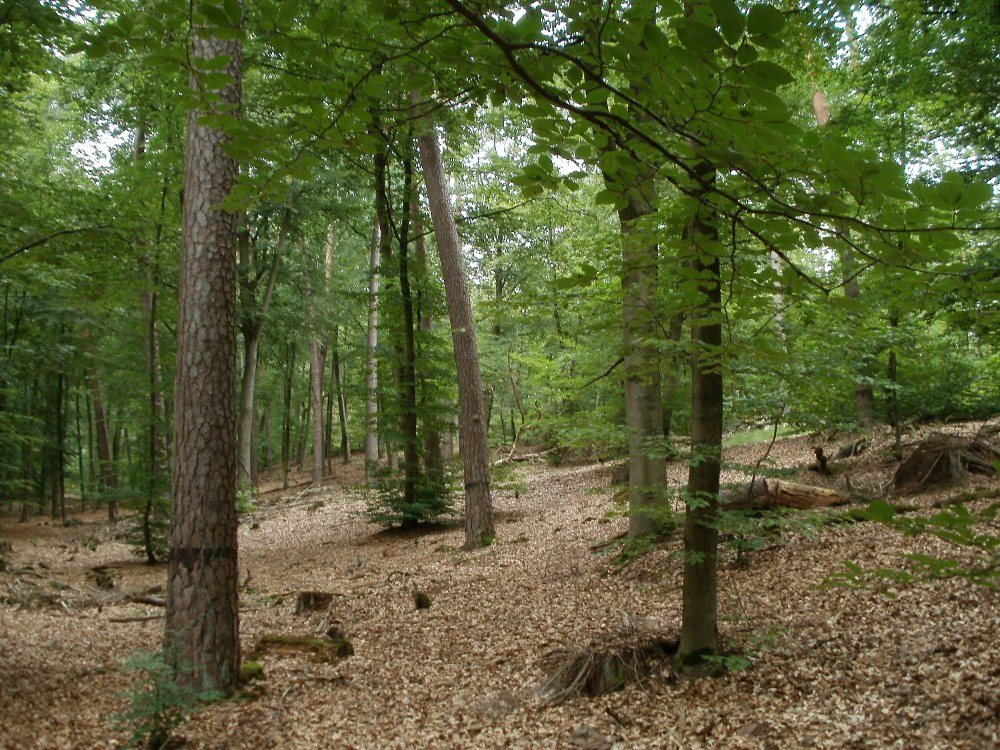
Bestand im Bereich Hoher Stein (Reilinger Eck in der südlichen Hardt)

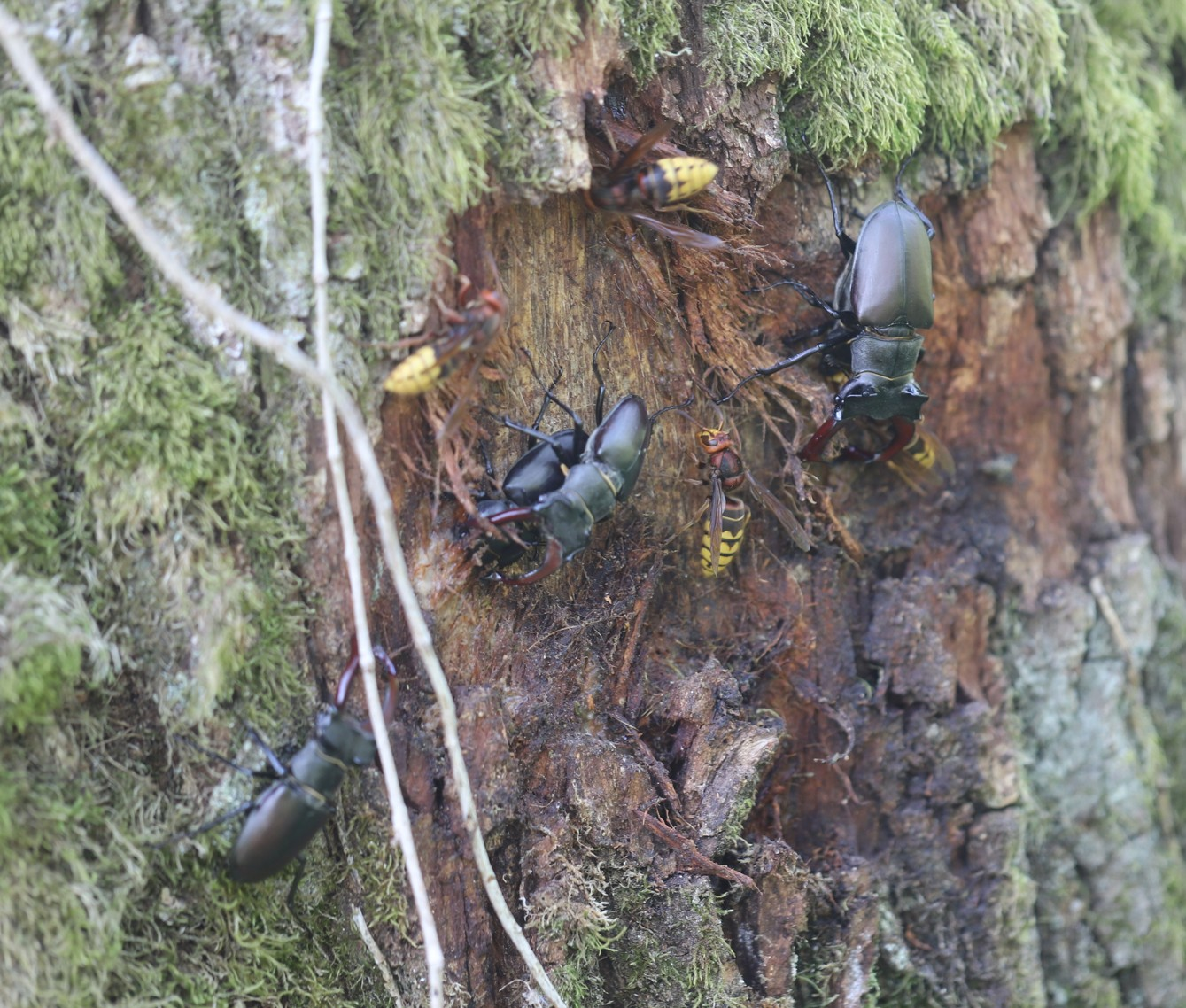
Hornissen und Hirschkäfer Mitte Mai an einer Eichensaftlecke in der Schwetzinger Hardt

Die Schwetzinger Hardt, auch Hockenheimer Hardt genannt, ist ein Waldgebiet im Rhein-Neckar-Kreis in Baden-Württemberg. Sie ist als Naturraum unter der Kennziffer 223.9 Teil der Haupteinheit Hardtebenen (223).

## Name

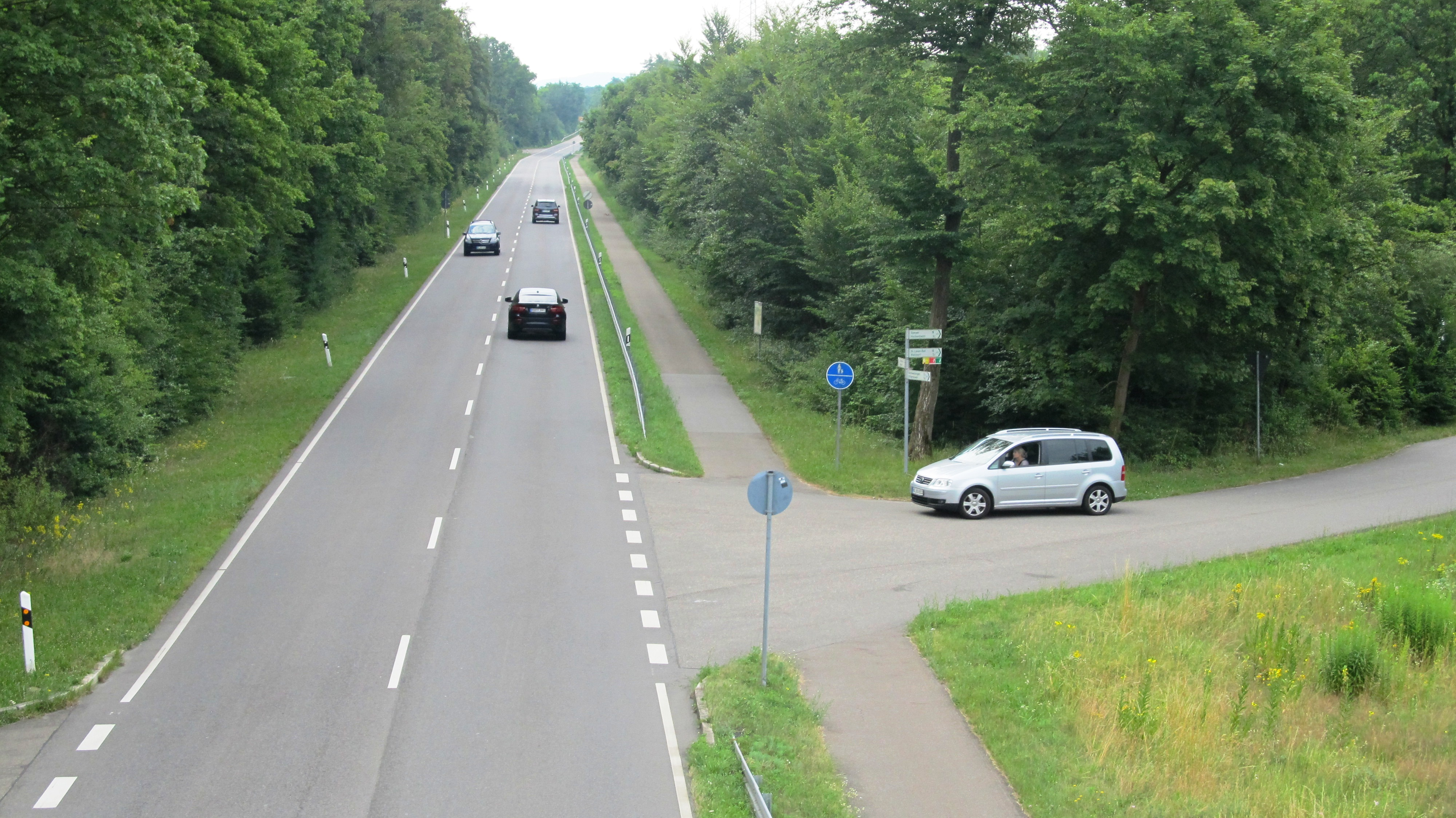
Die B 291 durchschneidet den Hardtwald – hier auf Höhe des Reilinger Wegs

Die Bezeichnung des Waldgebietes ist uneinheitlich. Örtlich wird es meist kürzer Hardt oder Hardtwald genannt. Die mit dem Namen der großen Umlandgemeinde zusammengesetzte Benennung vermeidet die Verwechslung mit anderen nahen Waldgebieten gleichen oder ähnlichen Namens, etwa mit dem großen, ihn als nördlichsten Teil umfassenden Hardtwald, der schon südlich von Karlsruhe beginnt.
Die Schwetzinger oder Hockenheimer Hardt im weiteren Sinne wird vom Hardtbach-Lauf in die Obere Hardt (Hockenheimer Hardt im engeren Sinne) im Süden und die Untere Hardt (Schwetzinger Hardt im engeren Sinne) im Norden geteilt. Nahezu schnurgerade durchquert die Bundesstraße 291 (Walldorf–Oftersheim) die geschützten Waldflächen. Eine noch breitere Schneise bildet die Bahnstrecke Oftersheim–Hockenheim im Westen der Schwetzinger Hardt. Zählt man noch den Randbereich von Ketsch zur Schwetzinger Hardt, dann kommen noch die Autobahn A6 und die Bundesstraße 39 als größere Schneisen hinzu.

## Geographie

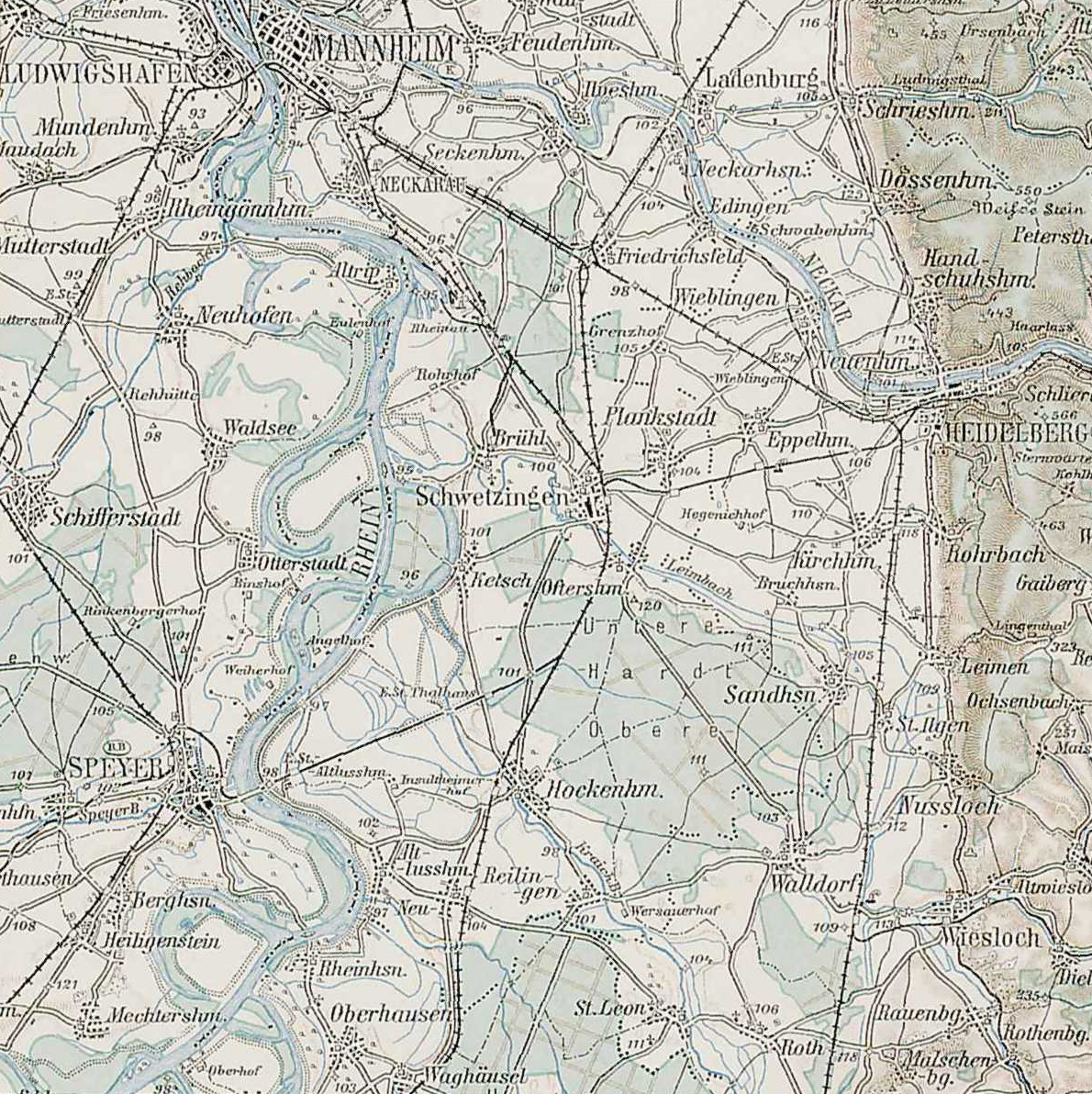
Schwetzinger Hardt auf einer Karte von 1907 (aufgeteilt in Untere Hardt und Obere Hardt)

Die Schwetzinger Hardt liegt zwischen Rhein und  Kraichgau in der mittleren rechten Oberrheinischen Tiefebene zwischen den Siedlungsbereichen der Orte Schwetzingen im Nordwesten, Oftersheim im Norden, Sandhausen im Nordosten, Leimen (Ortsteil St. Ilgen) im Osten, Walldorf im Süden, Reilingen im Südwesten und Hockenheim im Westen. Kraichbach und Leimbach fließen etwas vor seinem Rand beide ungefähr nordwestlich zum Rhein, der Kraichbach durch Reilingen und Hockenheim, der Leimbach gebogener durch St. Ilgen, Sandhausen, Oftersheim und Schwetzingen. Vom Leimbach zweigt zwischen Walldorf und St. Ilgen nach links der  Hardtbach ab, der die Hardt in westnordwestlicher Richtung durchquert und dann bei Hockenheim von rechts in den Kraichbach mündet.
Das insgesamt rund 3162 Hektar große, geschlossene Waldgebiet verteilt sich auf die Markungen der genannten Orte und ist teilweise im Eigentum der Gemeinden, teilweise ist es staatseigen. Der kiefernreiche Wald steht zum größeren Teil auf quartärem Flugsandsediment, das sich hier unter anderem in zahlreichen Binnendünen abgelagert hat. Unmittelbar am Südrand von Sandhausen ist eine davon zum Geotop und Naturschutzgebiet „Sandhausener Dünen“ erklärt. Teile des Gebietes sind auch von würmeiszeitlichen Schottern bedeckt.

## Geschichte

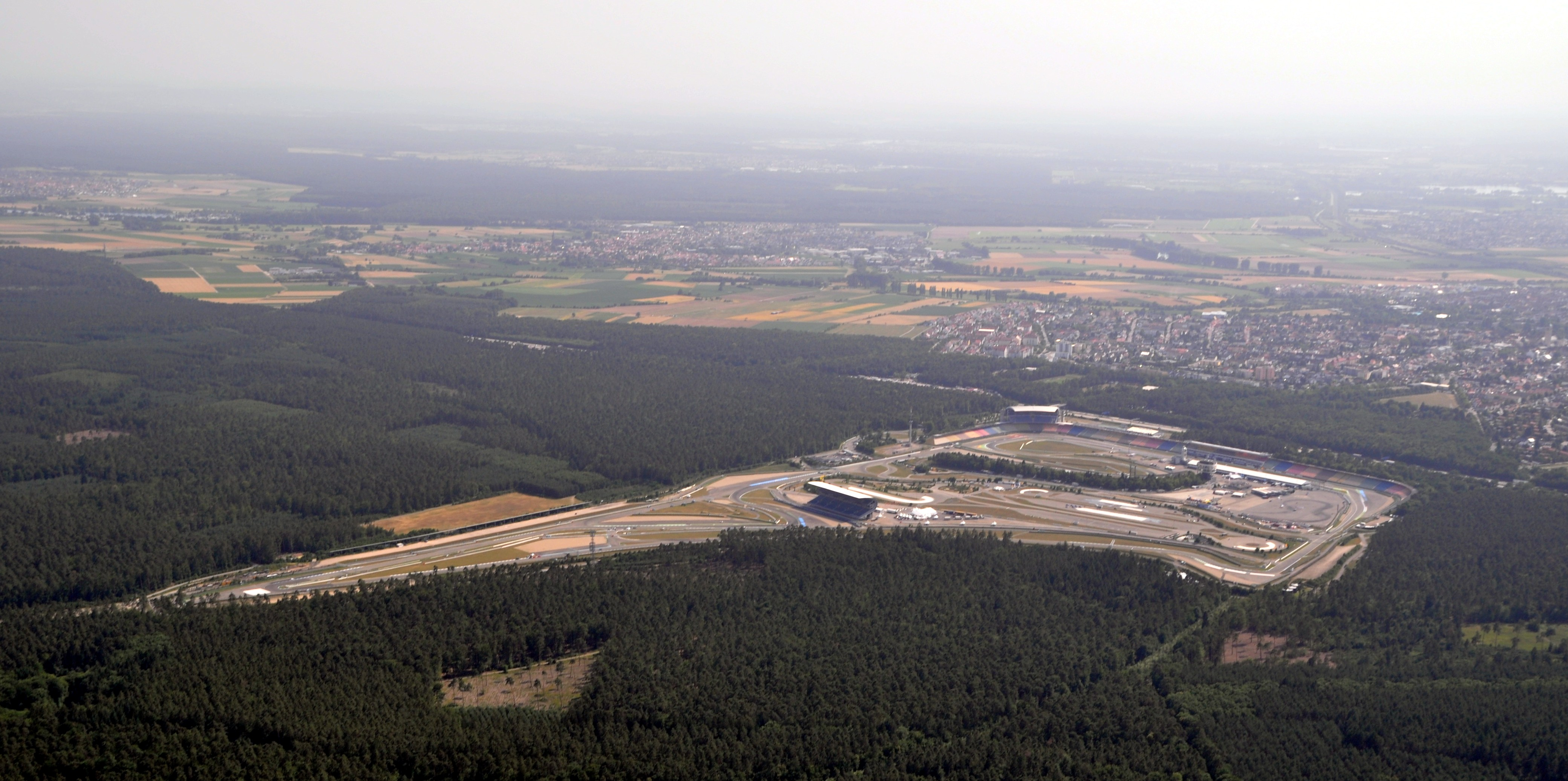
Luftaufnahme der westlichen Hardt mit der Anlage des Hockenheimrings (2012)

Die Schwetzinger Hardt wurde erstmals 1063 urkundlich erwähnt, als König Heinrich IV. eine Schenkung seines Vaters an das Bistum Speyer um die Hardt sowie die Burg Wersau mit den zugehörigen Dörfern Reilingen und Hockenheim erweiterte. Bereits 1104 waren Wersau, Reilingen und Hockenheim im Besitz der Pfalzgrafen bei Rhein, so dass vermutlich auch der Besitz an der Schwetzinger Hardt zu jener Zeit schon an die Pfalzgrafen übergegangen war, zu deren Stammgut die Schwetzinger Hardt ab dem hohen Mittelalter zählte. Die umliegenden sieben Dörfer, die so genannten Hardtgemeinden, hatten bereits im hohen Mittelalter Nutzungsrechte im Wald. Erstmals erhobene Besitzansprüche wurden 1487 jedoch zunächst verworfen. Allerdings wurden immer wieder entsprechende Forderungen laut. Der Oftersheimer Gemeindewald wurde schon 1702 vom Hofgericht anerkannt. Das Oftersheimer Herzogskreuz wurde in diesem Zusammenhang 1702 zum Grenzstein zwischen Staats- und Gemeindewald umgenutzt. 1931 wurde das bis dahin eine eigene Markung bildende Staatswaldgebiet auf die Markungen der sieben umliegenden Orte verteilt. Das Eigentum am vormaligen Staatswald blieb jedoch beim Land Baden, später Baden-Württemberg, das in den jeweiligen Gemeinden grundsteuerpflichtig wurde.
In den 1930er Jahren wurde in der westlichen Hardt bei Hockenheim die Motorsport-Rennstrecke Hockenheimring gebaut. In den Anfangsjahren war die Strecke nur für Motorräder konzipiert. Im Rahmen der Verlängerung der BAB 6 wurde der Hockenheimring 1964/65 zum Motodrom grundlegend umgebaut. Die Eingriffe in den damals noch ungeschützten Hardtwald, u. a. für den Tribünenbau, waren gravierend.

## Schutzgebiete

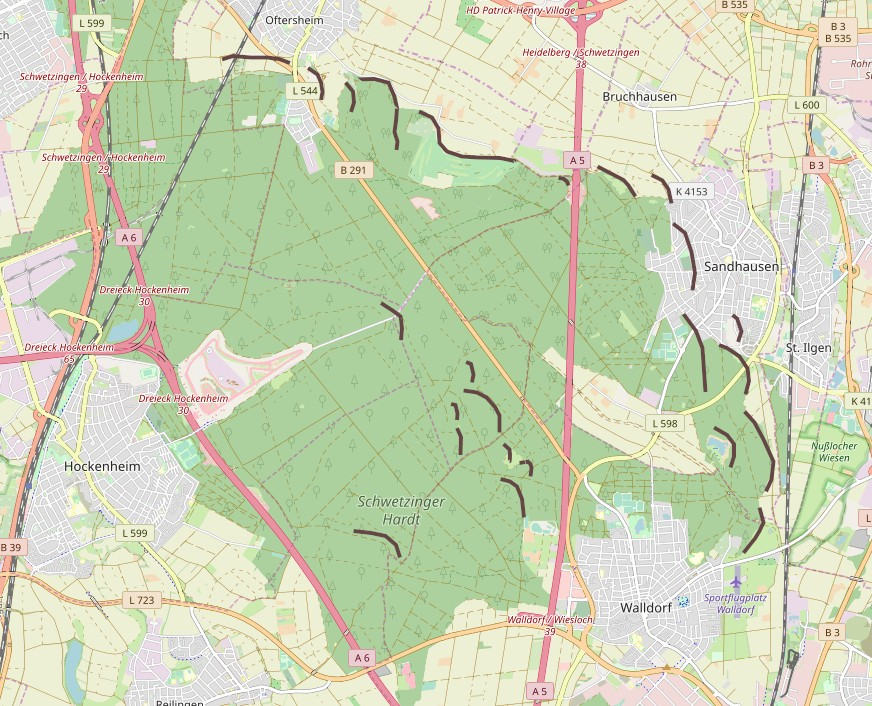
Schwetzinger Hardt mit Markierung der Dünenketten

### Naturschutz
Ungefähr die Hälfte der Schwetzinger Hardt steht unter Naturschutz verschiedener Schutzkategorien:
- In der mittleren bis südlichen Hardt besteht das EU-Vogelschutzgebiet DE-6617-441 Schwetzinger und Hockenheimer Hardt, das rund 1436 ha groß ist.
- Vorwiegend im Osten und Norden liegen einige weitere Teilflächen im FFH-Gebiet DE-6617-341 Sandgebiete zwischen Mannheim und Sandhausen, zu dem jedoch v. a. Bereiche außerhalb der Hardt gehören.
- Randlich grenzen an die Hardt außerdem einige Gebiete wie z. B. die Oftersheimer und Sandhausener Dünen, die als Natur- oder Landschaftsschutzgebiete geschützt sind.

### Waldschutz
Auf Grundlage des baden-württembergischen Landeswaldgesetzes hat das Regierungspräsidium Freiburg am 5. November 2013 die Verordnung über das Regionale Waldschutzgebiet und den Erholungswald „Schwetzinger Hardt“ erlassen. Dadurch wurden frühere forstliche Verordnungen zum Schonwald Reilinger Eck und zu einzelnen Bannwaldbereichen in der Hardt außer Kraft gesetzt.
Das in der Verordnung von 2013 beschriebene Waldschutzgebiet umfasst insgesamt rund 3125 Hektar und deckt – mit Ausnahme einiger Siedlungs- und Infrastrukturbereiche – nahezu die gesamte Schwetzinger Hardt ab. Es ist in Bannwald-, Schonwald- und Erholungswald-Bereiche gegliedert:
- Die vier räumlich getrennten Bannwaldflächen Franzosenbusch, Kartoffelacker, Plansuhl und Saubusch machen den geringsten Anteil aus. Zusammen umfassen sie ca. 143 ha, also knapp 4,6 Prozent des gesamten Waldschutzgebiets. Die Bannwälder sind am strengsten geschützt; dort ist die Holznutzung untersagt und es gilt u. a. ein striktes Wegegebot.[5]
- Die Schonwaldflächen umfassen rund 1288 ha (ca. 41,2 Prozent) und werden weiter in Erhaltungs- und Entwicklungszonen unterschieden. Der Baumbestand im Schonwald wird forstlich genutzt, die Bewirtschaftung unterliegt jedoch einigen Auflagen. Schutzziele sind u. a. die Erhaltung vorhandener Wald- und Offenlandbiotope und die Verbesserung bestimmter Habitatstrukturen. Außerdem dient der Schonwald an einigen Stellen als Pufferzone für Bannwaldbereiche; der Bannwald Kartoffelacker ist als einziger allseitig von Schonwald umgeben.
- Die Erholungswaldbereiche umfassen rund 1695 ha (ca. 54,2 Prozent), also mehr als die Hälfte des Gesamtgebiets. Sie dienen vorwiegend der forstlichen Nutzung und als naturnaher Erholungsraum für die Bevölkerung in der Metropolregion Rhein-Neckar. Dazu wird u. a. ein Rad-, Wander-, Reit- und Sport-Wegenetz unterhalten.

## Fauna und Flora
Die Europäische Gottesanbeterin ist eine Art, die in der Schwetzinger Hardt jedes Jahr beobachtet werden kann. Die Schwetzinger Hardt ist ein Einfallstor für Insekten und andere Lebewesen aus dem Mittelmeerraum und anderen Teilen der Welt, die sich in Deutschland entlang dem Oberrheingraben nach Norden ausbreiten. Es wurde beispielsweise die Eichennetzwanze 2021 erstmals für Deutschland gemeldet. Diese hat sich dort in den Folgejahren etabliert. Eine Schmetterlingsart, der Basler Sackträger (Typhonia melana), wurde dort 2024 nachgewiesen. Für diese Art gab es zuvor lediglich einen Fund in Deutschland mehrere Jahre zuvor an der Schweizer Grenze. Die Grabwespenart Prionyx kirbii (seit 2024), die Amerikanische Mauerwespe und die Asiatische Hornisse (2025, vermutlich auch früher) sind weitere Neueinwanderer, die in der Schwetzinger Hardt gesichtet wurden. Im Juli 2025 konnte die aus Ostasien stammende in Europa eingewanderte parasitisch lebende Hautflüglerart Leucospis sinensis in der Schwetzinger Hardt nachgewiesen werden, möglicherweise ein Erstfund für Deutschland. Es gibt noch weitere Zweiflügler, Wanzen, Zikaden und andere Insekten in der Schwetzinger Hardt, die sich erst in den letzten Jahren in Mitteleuropa angesiedelt haben. Die Amerikanische Kermesbeere (Phytolacca americana) hat sich insbesondere im Westen der Schwetzinger Hardt stark ausgebreitet. Ein weiterer Neophyt ist das Kleine Springkraut. Aufgrund der trockenen Jahre sind viele Waldkiefern und andere Laub- und Nadelbäume stark geschädigt oder abgestorben. Diese werden zum Teil aus dem Wald entfernt. Nachwachsende Bäume gibt es nur in geringem Maße. Die Schwetzinger Hardt entwickelt sich zu einem „offenen“ Wald hin mit Flächen mit wenigen frei stehenden hochwachsenden Bäumen. Es gibt an vielen Stellen Besenginster. Außerdem wächst an manchen Stellen der Kleine Sauerampfer und der Berg-Haarstrang, ein beliebter Doldenblütler bei vielen Insektenarten. Es gibt nur eine geringe Anzahl an Birken, dafür eine größere Anzahl an Gewöhnlichen Traubenkirschen, Roteichen, Edelkastanien und Robinien sowie einzelne Stechpalmen. Ein Teich auf der früheren Hockenheimringstrecke, der Lebensraum für Teichmolche war, ist mittlerweile ausgetrocknet, offenbar aufgrund eines gesunkenen Grundwasserspiegels. Es gibt eine Vielzahl an Tier- und Insektenarten in der Schwetzinger Hardt, deren Populationen vermutlich meist jedoch abnehmend sind. Viele sind direkt oder indirekt von Kiefern abhängig, darunter Diprion pini, Diprion similis und Neodiprion sertifer, die Kieferneule oder der Kiefernschwärmer. Als besondere Tierarten zu nennen wären die Geringelte Mordwanze, Nagusta goedelii, der Marienprachtkäfer, der Seidenbienen-Ölkäfer, die Schlingnatter, der Schwarzspecht und der Schwalbenschwanz. Weiterhin gibt es noch Alteichenbestände, die den Lebensraum für Urwaldreliktarten wie den Großen Eichenbock und den Rothalsigen Blütenwalzenkäfer darstellen. Der sehr scheue Wiedehopf wird neuerdings in der Schwetzinger Hardt gesichtet. Während feuchtwarmen Tagen und danach findet man häufig den Gemeinen Holzbock oder die Auwaldzecke in der niedrigen Krautvegetation.